# هيرام مكسيم

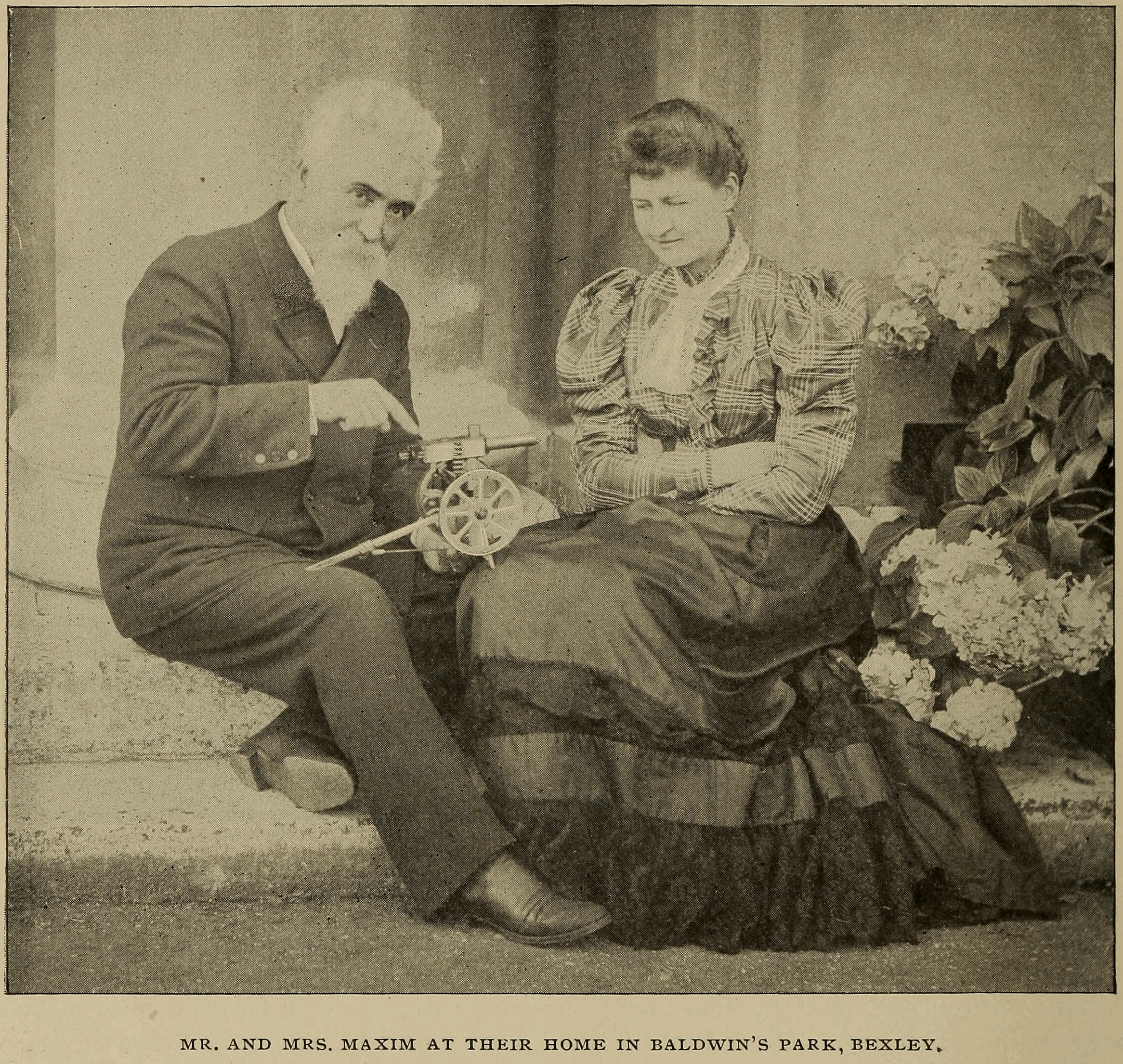
ماكسيم مع زوجته الثانية سارة

هيرام ستيفن ماكسيم (بالأنجليزية: Hiram Stevens Maxim) مخترع أمريكي ولد في في سانجرفل، مين، الولايات المتحدة (5 فبراير 1840- 24 نوفمبر 1916)، هاجر إلى بريطانيا حين كان عمره 41 عامًا، وظل مواطناً أميركياً حتى أصبح أيقونة شهيرة وحصل على الجنسية البريطانية عام 1899، وعلى لقب فارس في عام 1901. إشتهر باختراعه رشاش ماكسيم ، الرشاش الألي المحمول الذي غير مجرى الكثير من الحروب، لدى ماكسيم العديد من الاختراعات التي حصل بموجبها على براءات الاختراع، مثل تصنيع المتفجرات ، موصلات الكربون ، مضخات البخار، مكواة تصفيف الشعر، مصيدة الفئران، كما حصل على براءة اختراع للمصباح الكهربائي. صمم طائرات ولكن جميع تصاميمه باءت بالفشل بسبب ضخامة التصاميم أنذاك. وبسبب ولعه بالطيران قام بإنشاء لعبة الأراجيح الطائرة (بالانجليزية: Captive Flying Machine) التي لاقت نجاجاً كبيراً وأصبحت الممول لمشاريعه في مجال الطيران.

## النشأة والحياة الأسرية
ولد مكسيم في سانجرفيل، بولاية ماين في 5 فبراير 1840. وأصبح متدربًا مبتدئًا في عمر 14 عامًا، وبعد عشر سنوات تولى وظيفة في متجر عمه ليفي ستيفنز للألات، في فيتشبيرغ بولاية ماساتشوستس. عمل في وقت لاحق كصانع أدوات وكرسام.

### الأسرة
لدى هيرام شقيق يدعى هدسون مكسيم، كان كذلك مخترع وتخصص في المتفجرات، كانا متعاونين في العمل حتى دب الخلاف فيما بينهما بسبب نسب براءة الاختراع للبارود اللادخاني.
تزوج هيرام من زوجته الأولى جين بودن في بوسطن، ماساتشوستس، وانجبا: هيرام بيرسي مكسيم، فلورنس مكسيم وأديلايد ماكسيم. تبع الابن نهج الأب والعم وأنخرط في مجال هندسة الميكانيكا ومصمماً للأسلحة كذلك، وكان معروفًا بتجاربه الإذاعية المبكرة لهواة الراديو، جاء اختراعه كاتم ماكسيم

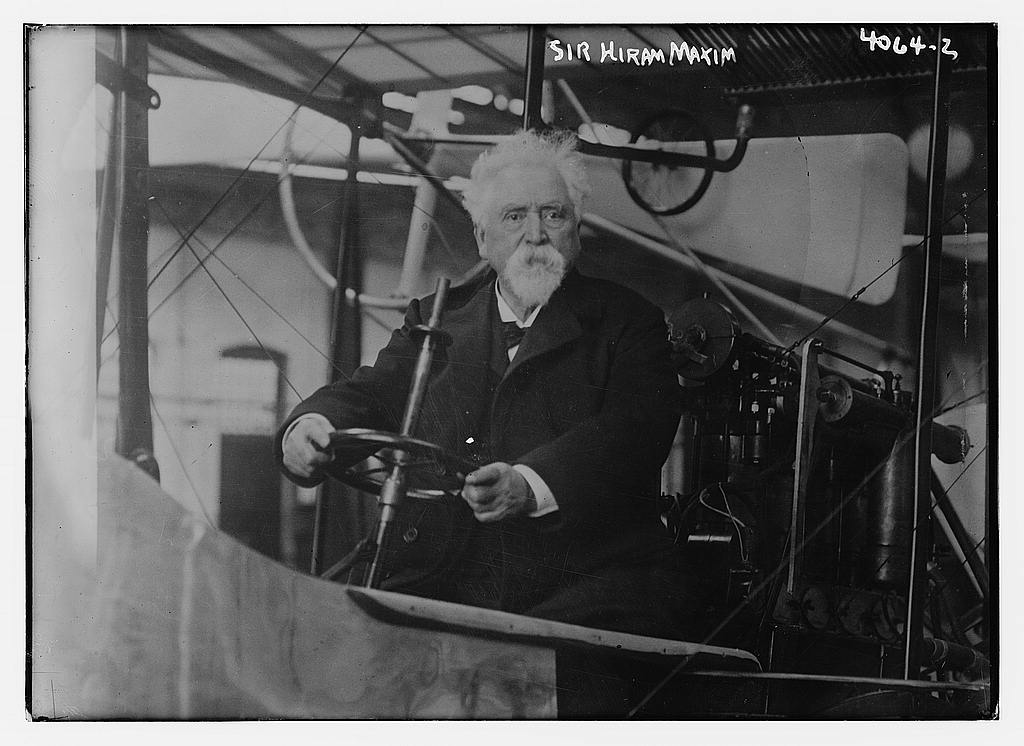

(بالانجليزية: Maxim Silence) لإزالة التشويش وكبح الضجيج متأخراً لإنقاذ سمع والدة. كتبت عدة قصص عن حياة الاب والأبن وكذلك صور فيلم عن قصة حياتهما يحمل عنوان: هكذا يذهب حبي (بالانجليزية: So Goes My Love)  ، من بطولة دون أميتشي وميرنا لوي. في عام 1881 تزوج هيرام من سكرتيرته وعشقيته سارة، ولكن من غير الواضح إذا ماكان قد طلق زوجته الأولى انذاك ام لا، وتم إعادة تسجيل عقد الزواج مرة أخرى عام 1890 في وستمنستر، لندن.

### اللجوء للقضاء
أقامت أمرأة تدعى هيلين لايتون دعوى قضائية ضد هيرام مكسيم، مدعيه انه تزوجها في عام 1878 وانجب منها طفلاً يدعى رومين للحصول على تعويض يقدر بـ 25 الف دولار، ولكن القضية في النهاية تم إسقاطها من قِبل المحكمة وحصلت هيلين على تسوية أقل من 1000 دولار، ووضع هيرام الفضيحة وماتسببت به له من أضرار بسبب القضية وراء ظهره مكملاُ حياته التي ترك فيها فيما بعد مبلغ 4000 جنية استرليني لإبنه رومين دينيسون التي ادعت هيلين انه والده.

## الهجرة والحصول على وسام الفروسية (لقب سير)
وصل ماكسيم إلى إنجلترا عام 1881 لإعادة تنظيم مكاتب شركة الإضاءة الكهربائية التابعه للولايات المتحدة في لندن ، وهو ماترتب عليه أن أصبحت زياراته للولايات المتحدة قليله ومتقطعة، وفي 16 سبتمبر 1899 أصبح هيرام حديث الوسط البريطاني بسبب اختراعاته انذاك ، وفي العام التالي حصل ماكسيم على وسام الفارس من الملكة فيكتوريا التي توفت قبل وقت قصير من حفل التنصيب وتحديداً في 22 يناير 1901، ولكن ألت الامور إلى الملك الجديد والصديق المقرب لماكسيم الملك ادوارد السابع في 9 فبراير 1901.

### الصعيد المهني
كان هيرام ماكسيم مهندس مكيانيكا ومدني وكهربائي، وحاصل على وسام جوقة الشرف، وعضو في غرفة التجارة في لندن، وعضو في الجمعية الملكية للفنون وعضو في عصبة الإمبراطوريه البريطانية.

## الاختراعات
عانى هيرام مكسيم لفترة طويلة من التهاب الشعب الهوائية وادى ذلك لاختراعه جهاز الإستنشاق المحمول الذي يحتوي على المنثول، وجهاز استنشاق بخار الصنوبر، الذي ادعى انه يخفف اعراض الربو وطنين الاذن والحمى.
تعرض مصنع أثاث للحريق عدة مرات، وبعد استشارة ماكسيم قام بصناعة رشاش مائي للإطفاء ولكنه لم يتمكن من بيع أو تسويق الاختراع لأحد، ولكن تم إستخدامه بعد نهاية صلاحية براءة الاختراع.
قام ماكسيم بتطوير وتركيب أول مصباح كهربائي في مبنى في مدينة نيويورك في اواخر 1870 ، ومع ذلك فقد شارك في عدة نزاعات براءة اختراع طويلة مع توماس اديسون بسبب ادعاءاته لملكية اختراع المصباح.

### بندقية مكسيم

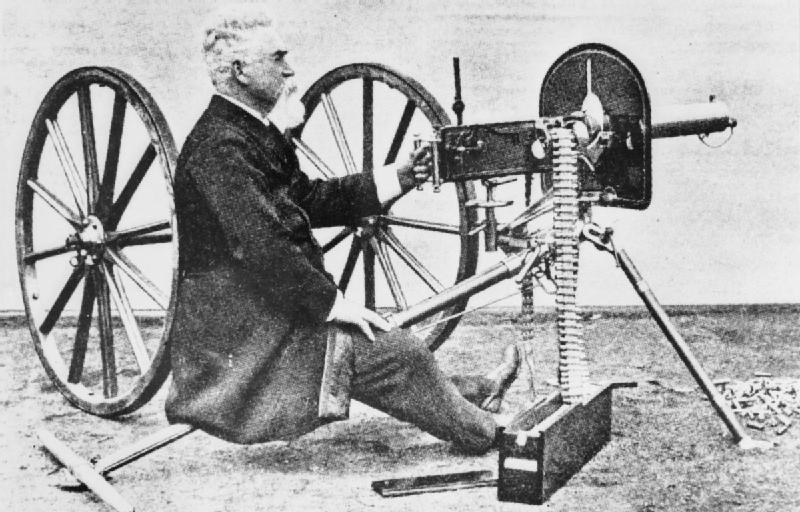

في طفولته كان ماكسيم يتعرض لارتداد البندقية بقوة، وهذا ألهمه لاستخدام قوة الارتداد لتشغيل البندقية تلقائيا. بين عامي 1883 و 1885 حصل مكسيم على براءة اختراع لأستخدام الغاز، وطرق الارتداد وإعادة التشغيل. وبعد انتقاله إلى إنجلترا استقر في منزل كبير كان يملكه اللورد ثورلو في غرب نوروود، حيث طور تصميمه لسلاح آلي، عبر إغلاق أي فتحة قد يخرج منها الضغط واستخدام الضواغط، وتقوم الفكرة على تخزين طاقة الارتداد التي تم صدرت من إطلاق الرصاص لتحضير البندقية لطلتها القادمة. وكان ينشر في الإعلانات المحلية في الصحافة محذراً من أنه سيختبر البندقية في حديقته وأن على الجيران أن يبقوا نوافذهم مفتوحة لتجنب خطر كسر الزجاج بسبب الصوت العالي.
أسس هيرام مكسيم شركة أسلحة بدعم مالي من إدوارد فيكرز لإنتاج مدفعه الرشاش في كرايفورد والتي اندمجت فيما بعد مع نوردنفيلت. خلال سنوات حياته الأخيرة، أصبح ماكسيم أصمًا بشكل كبير، حيث تضررت سمعه بسبب سنوات من التعرض لضوضاء اختبارات أسلحته.

### تصميم الطائرة

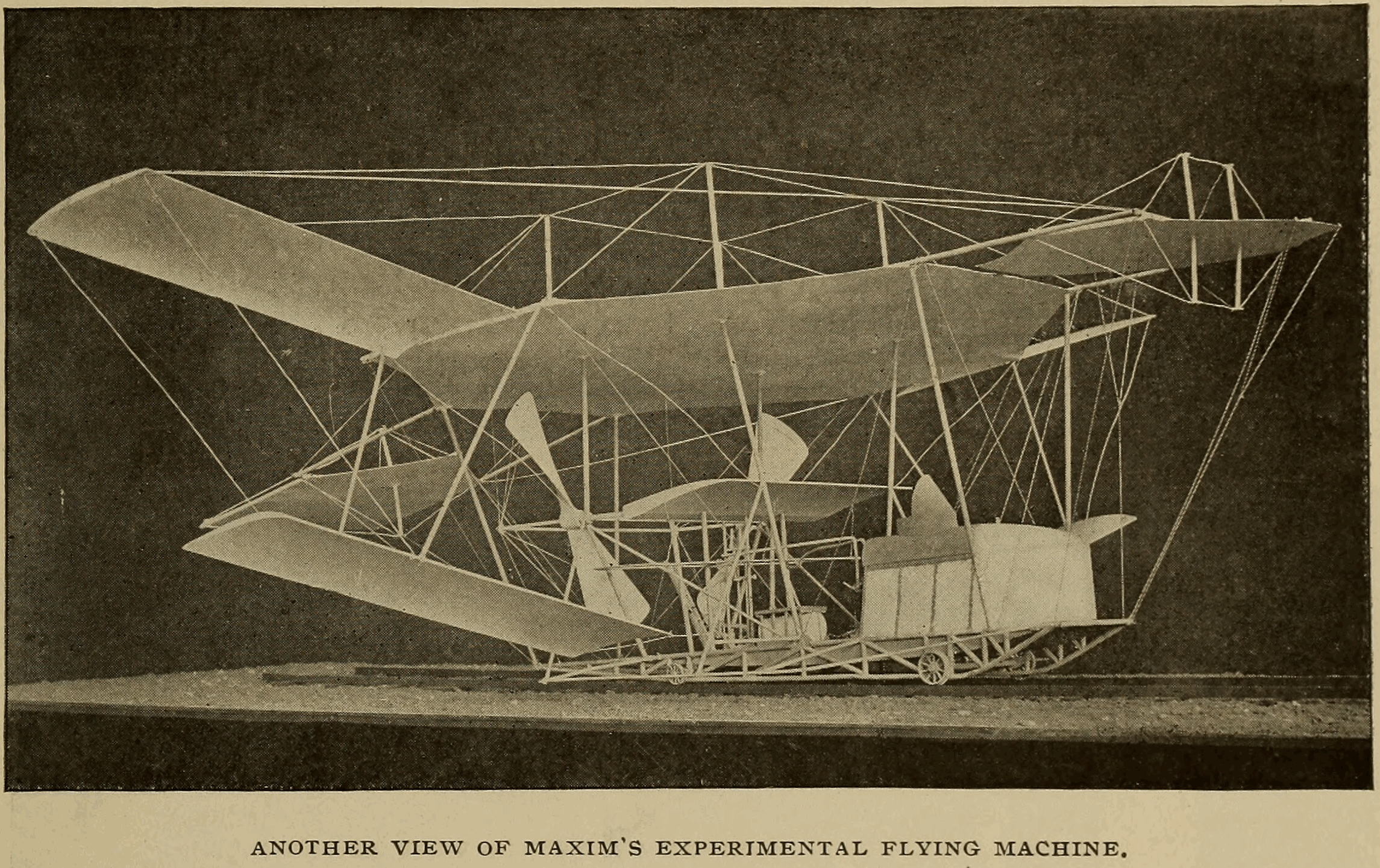

كان والد ماكسيم لديه تصور سابق عن طائرة هليكوبتر تعمل بمحركين دائريين مضادين لكن لم يتمكن من العثور على محرك قوي بما يكفي لبناء الطائرة. رسم ماكسيم لأول مرة مخططًا لطائرة مروحية في عام 1872، ولكن عندما أنشأ أول جهاز طيران اختار استخدام الأجنحة قبل البدء في أعمال التصميم، قام بسلسلة من التجارب على الية الرفع الهوائي وتصميم المروحة، باستخدام نفق الرياح ثم بناء جهاز اختبار. بدأ البناء في عام 1889 بقطعة طولها 12 مترًا مع جناح يبلغ طوله 34 مترًا، ووزن يبلغ 3.5 طن، مدعومًا بمحركين خفيفين يعملان بوقود بالنفثا ويولدان قوة 360 حصان (270 كيلو واط)، لتحريك مروحتين بقطر 5.2 م. نظرًا لكون الطائرة جهازًا تجريبيًا، تم تشغيل المحرك على طول مسار طوله 550 متر، والذي وضعه مكسيم لهذا الغرض في منزله، قصر بالدوين بارك، منتزه بالدوين في بيكسلي. كانت الفكرة الأولية هي منع الطائرة من التحليق (لم يكن بالمقدور التحكم بها عند تشغيل المحرك، وخوفا من فقدان الطائرة يتم تثبيتها بوزن ثقيل اثناء اختبار المحرك) باستخدام كرات من الحديد الزهر الثقيل، ولكن بعد التجارب الأولية، استنتج مكسيم أن هذا الوزن لن يكفي، ولذلك تم تجهيز الطائرة بأربعة أذرع ذات كرات مقيدة بالخشب. وفي التجارب التي أجريت عام 1894، أرتفعت الطائرة وتم منعها من الارتفاع من على الركائز.  خلال اختبارها، كانت جميع الركائز متصلة ومترابطة مع الطائرة، مبينة أنها قد طورت ما يكفي من الرفع للإقلاع، ولكنها بالرغم من ذلك قامت بسحب المسار. تم إيقاف التجربة في الوقت المناسب لمنع وقوع كارثة. وبعد ذلك، تخلى مكسيم عن العمل، وأشار لاحقًا إلى أن آلة طيران قابلة للتطبيق ولكن ستحتاج إلى محركات أفضل نسبة للوزن، مثل محرك احتراق بالبنزين.

### الأراجيع الطائرة الدوارة

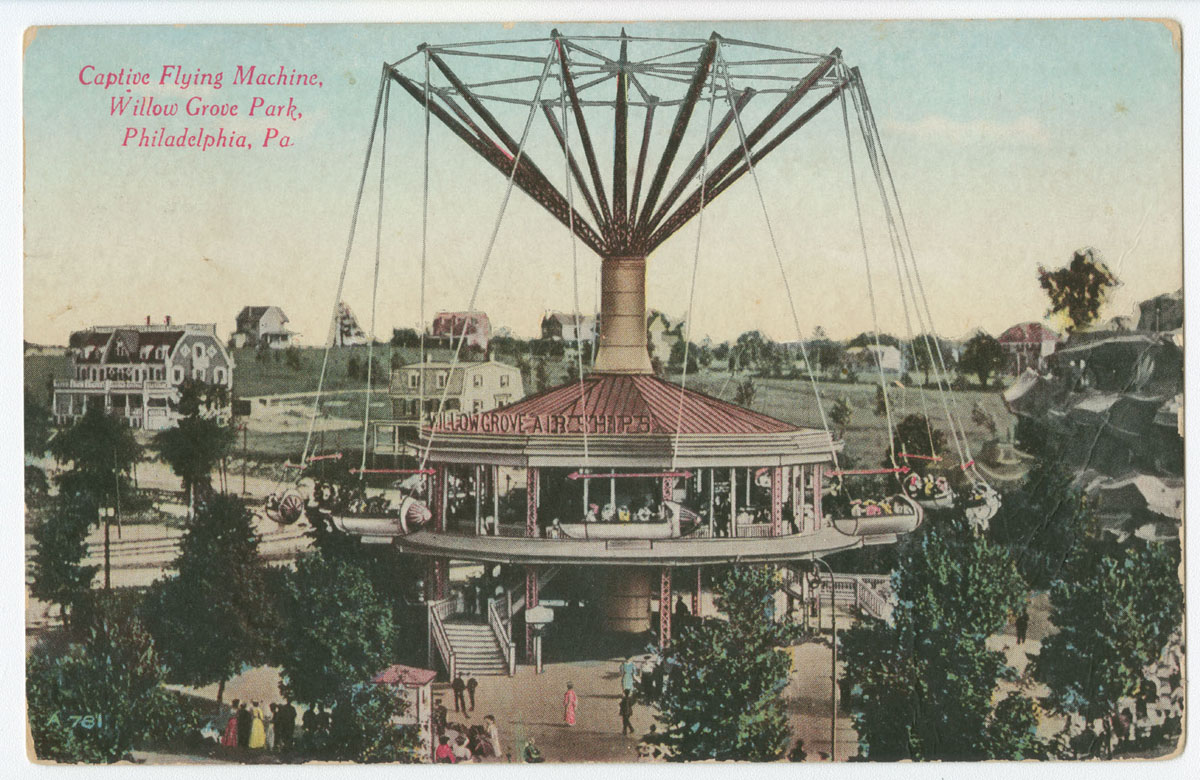

صمم ماكسيم وقام ببناء الارجوحة خلال حدث الرحلة ترفيهية المقامة في معرض إيرل كورت عام 1904 لكي يتمكن من تمويل أبحاثه ولتسليط الضوء على مفهوم الطيران، وكانت الارجوحه عبارة عن آلة غزل عملاقة تتدلى منها حبال في طرفها عربات يجلس بها الزوار أو الأطفال، ومع دوران الارجوحة تبدأ العربات بالتدحرج خارجا في الهواء (بسبب قوة الطرد المركزية) محاكية ًمفهوم الطيران. كانت الأرجوحة مشابهه لركوب سوينغ سوينج، التي صنعت في الولايات المتحدة من قبل المصمم هاري ترافر. كان مكسيم يخطط لإضافة اجنحة كبيرة وصغيره في عربات الارجوحة الدوارة للسماح للراكبين بالتحكم في العربة أكثر ومحاكيةً لأسلوب الطيران، ولكن هذا كان محظوراً علاوةً على أنه غير آمن. ونتيجة لذلك فقد ماكسيم الاهتمام بالمشروع بسرعة، على الرغم من ذلك، قامت شركته ببناء العديد من الألعاب ذات الأحجام المختلفة في كريستال بالاس ومختلف المنتجعات الساحلية بما في ذلك ساوثبورت ونيو برايتون وبلاكبول، والتي تم افتتاحها عام 1904. كان مكسيم ينوي بناء اثنين فقط في الأصل، ولكن اضطر لبناء المزيد لجعل المشروع مربحًا. كانت لديه خطط لمزيد من الاختلافات في تصميم الآلة لكن خيبة أمله من أعمال التسلية كانت تعني أنها لن تتحقق أبداً. على الرغم من أعرابه عن أسفه للمشروع بأكمله، فقد تمت إقامة الألعاب في إطار صناعة التسلية، ولا تزال جولة منتزه بلاكبول تعمل حتى يومنا هذا كجزء من ماهيته الترفيهيه. إلى جانب كهوف النهر التاريخية المماثلة بالمنتزه، تعد أقدم جولة ترفيهية في أوروبا. حيث تتميز آلات الأراجيح الطائرة بأنها لم تتغير تقريبًا عن تصميم ماكسيم الأصلي. وعادة ما يتم اختصار اسم بلاكبول إلى الآلة الطائرة أو الآلات الطائرة، على الرغم من أن الاسم الكامل: الأراجيح الطائرة للسير هيرام مكسيم (Sir Hirram Maxim's Captive Flying Machines) الذي يتم تقديمه عند المدخل.

## الوفاة

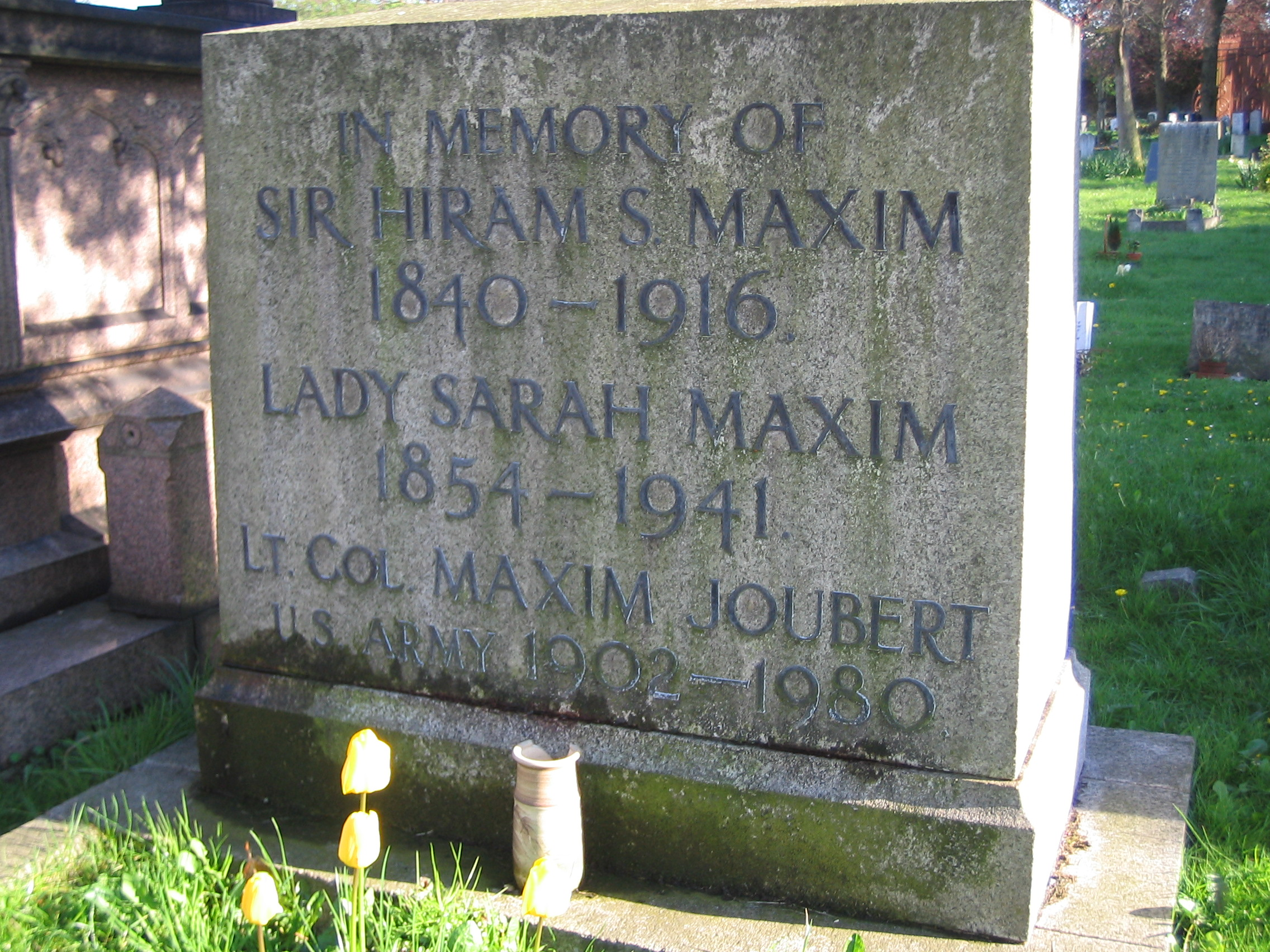

توفي مكسيم في منزله في ستريثام بلندن في 24 نوفمبر 1916 عن عمر يناهز 76، وتم دفنه في مقبرة غرب نوروود جنوب لندن مع زوجته وحفيده العقيد مكسيم جوبيرت.

## براءات الاختراع
- U.S. Patent 208٬252 – مصباح كهربائي
- U.S. Patent 230٬310 – مصباح كهربائي
- U.S. Patent 230٬953 – 'مصباح كهربائي
- U.S. Patent 230٬954 – عملية تفريغ (إزالة) الهواء من كرة المصباح الكهربائي
- U.S. Patent 230٬309 – مصباح كهربائي
- U.S. Patent 234٬835 – مصباح كهربائي
- U.S. Patent 237٬198 – عملية تصنيع موصلات الكربون
- U.S. Patent 244٬277 – مصباح كهربائي
- U.S. Patent 247٬083 – عملية تصنيع الكربون
- U.S. Patent 247٬084 – مصباح كهربائي متوهج (ساطع)
- U.S. Patent 247٬085 – عملية تصنيع موصلات الكربون
- U.S. Patent 247٬380 – مصباح كهربائي
- U.S. Patent 255٬308 – عداد كهربائي
- U.S. Patent 277٬846 – عملية تصنيع الكربون للمصابيح المتوهجة (الساطعة)
- U.S. Patent 283٬629 – مصباح كهربائي
- U.S. Patent 321٬513 – مدفع الي
- U.S. Patent 405٬239 –  جهاز لتصنيع الخيوط (اسلاك) للمصابيح المتوهجة
- U.S. Patent 405٬170 – تصنيع الخيوط للمصباح الكهربائي
- U.S. Patent 430٬212 – تصنيع المتفجرات
- U.S. Patent 618٬703 – جهاز تصنيع الخيوط للمصباح الكهربائي
- U.S. Patent 618٬704 – طريقة تصنيع الخيوط للمصباح الكهربائي
- تحسين في الية إطلاق النار للمدفع الرشاش {{استشهاد}}: الوسيط غير المعروف |country-code= تم تجاهله (مساعدة)، الوسيط غير المعروف |inventor1-first= تم تجاهله (مساعدة)، الوسيط غير المعروف |inventor1-last= تم تجاهله (مساعدة)، الوسيط غير المعروف |inventor2-first= تم تجاهله (مساعدة)، الوسيط غير المعروف |inventor2-last= تم تجاهله (مساعدة)، الوسيط غير المعروف |issue-date= تم تجاهله (مساعدة)، والوسيط غير المعروف |patent-number= تم تجاهله (مساعدة)
- تحسن للمدفع الالي {{استشهاد}}: الوسيط غير المعروف |country-code= تم تجاهله (مساعدة)، الوسيط غير المعروف |inventor1-first= تم تجاهله (مساعدة)، الوسيط غير المعروف |inventor1-last= تم تجاهله (مساعدة)، الوسيط غير المعروف |issue-date= تم تجاهله (مساعدة)، والوسيط غير المعروف |patent-number= تم تجاهله (مساعدة), الية عمل الغاز في المدفع الالي
- تحسن للمدفع الالي {{استشهاد}}: الوسيط غير المعروف |country-code= تم تجاهله (مساعدة)، الوسيط غير المعروف |inventor1-first= تم تجاهله (مساعدة)، الوسيط غير المعروف |inventor1-last= تم تجاهله (مساعدة)، الوسيط غير المعروف |issue-date= تم تجاهله (مساعدة)، والوسيط غير المعروف |patent-number= تم تجاهله (مساعدة)الية الخرق للمدفع الرشاش

## روابط خارجية
- هيرام مكسيم على موقع الموسوعة البريطانية (الإنجليزية)
- هيرام مكسيم على موقع الموسوعة البريطانية (الإنجليزية)
- هيرام مكسيم على موقع إن إن دي بي (الإنجليزية)